# Cristóvão de Figueiredo
Cristóvão de Figueiredo (fallecido en Portugal en 1540) fue un pintor portugués del Renacimiento.

## Vida
Como muchos otros pintores portugueses de la época, Figueiredo fue alumno de Jorge Afonso a comienzos del siglo XVI, en Lisboa, ciudad en la que posteriormente trabajó junto con Francisco Henriques, Garcia Fernandes y Gregório Lopes en la ejecución de retablos. Entre 1522 y 1533, trabajó en el Monasterio de Santa Cruz (Coímbra)
Muchas de sus obras se encuentran hoy en el Museo Nacional de Arte Antiguo de la capital portuguesa y en el Museo Nacional de Machado de Castro de Coímbra.

## Obras

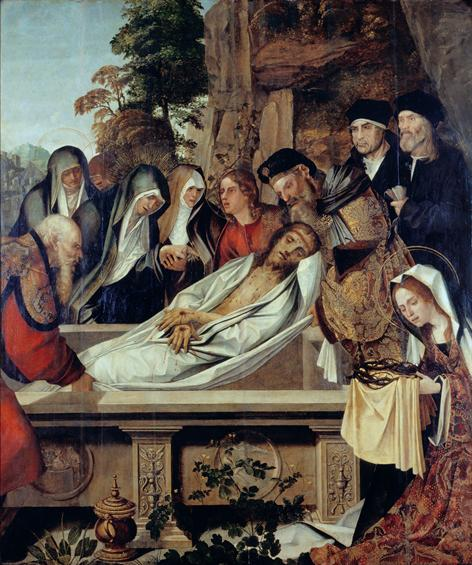
"Deposição no Túmulo" - Museo Nacional de Arte Antiguo
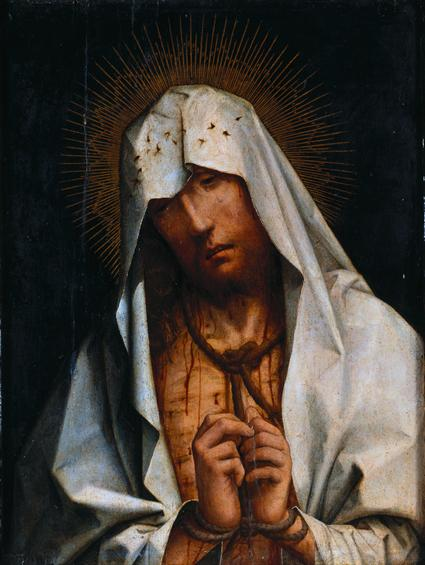
"Ecce Homo" - Museo Nacional de Arte Antiguo
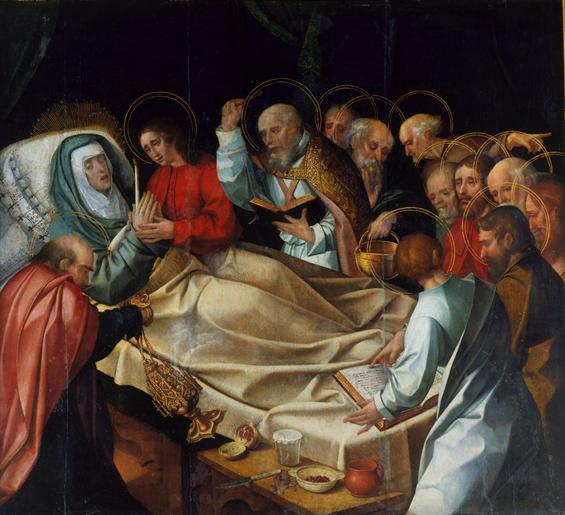
"Trânsito da virgem" - Museo Nacional de Arte Antiguo
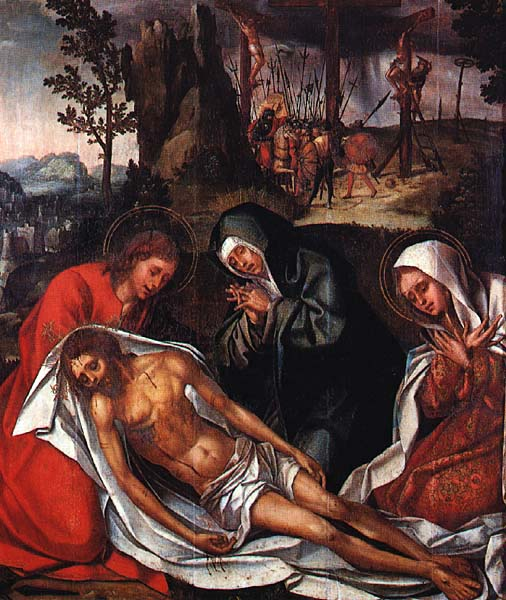
"Cristo deposto da cruz" - Patriarcado de Lisboa
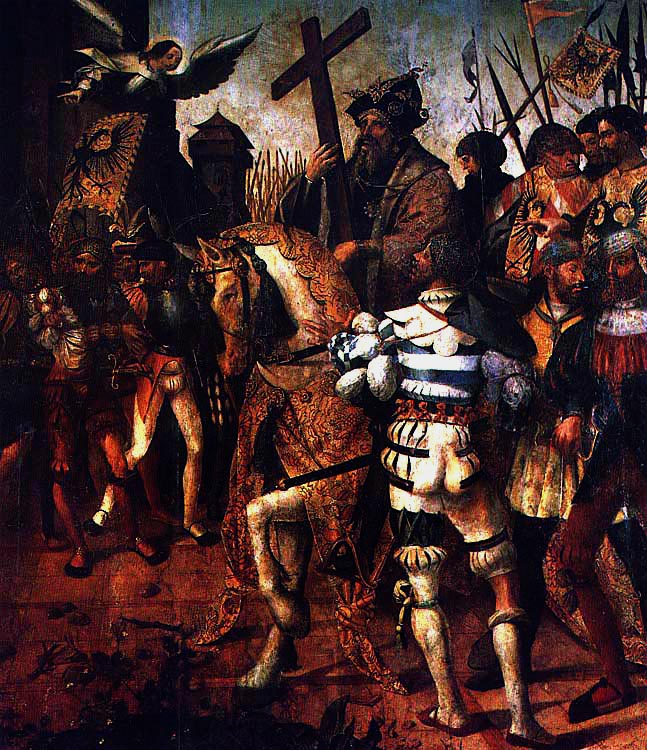
"Exaltação da Santa Cruz" - Museo Nacional de Machado de Castro
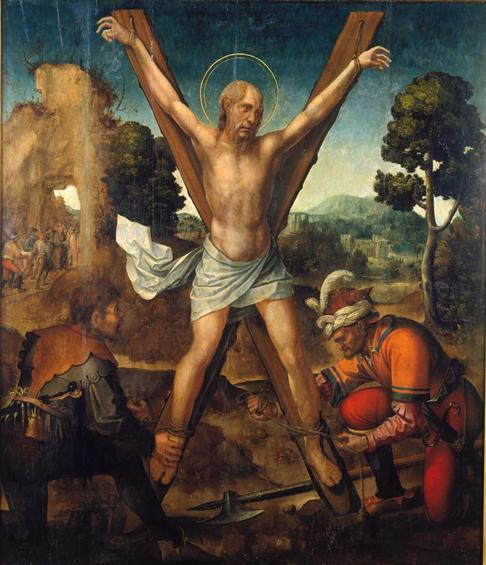
"Martírio de Santo André" - Museo Nacional de Arte Antiguo
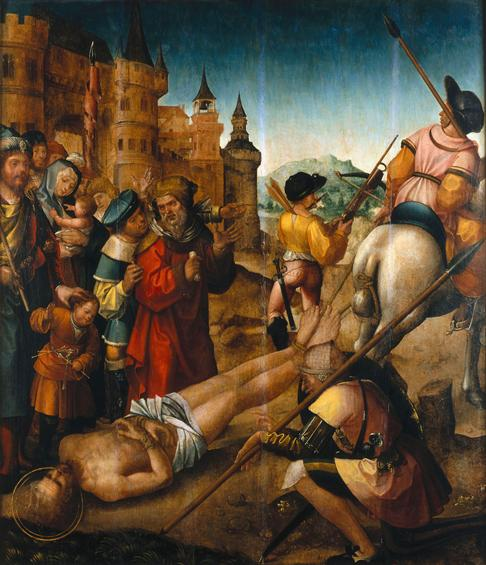
"Martírio de Santo Hipólito" - Museo Nacional de Arte Antiguo
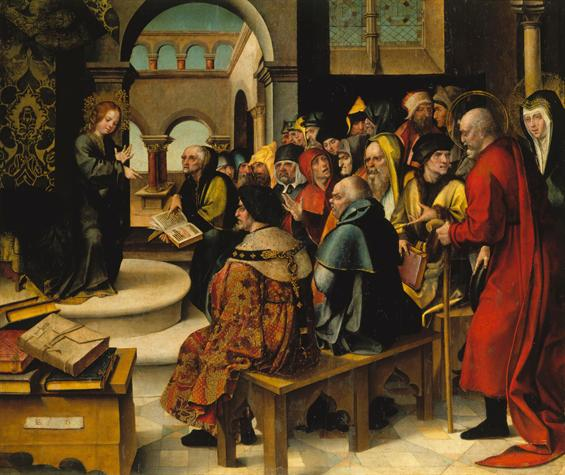
"Menino Jesus entre os Doutores" - Museo Nacional de Arte Antiguo
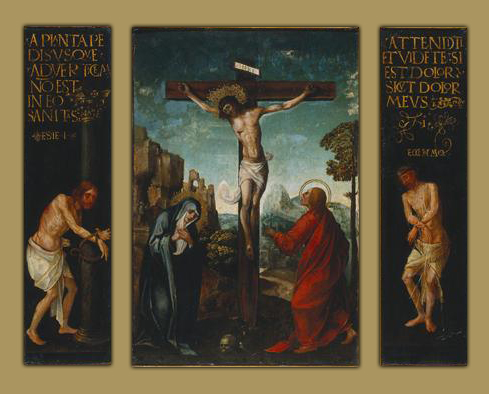
"Tríptico da Paixão de Cristo" - Museo Nacional de Arte Antiguo
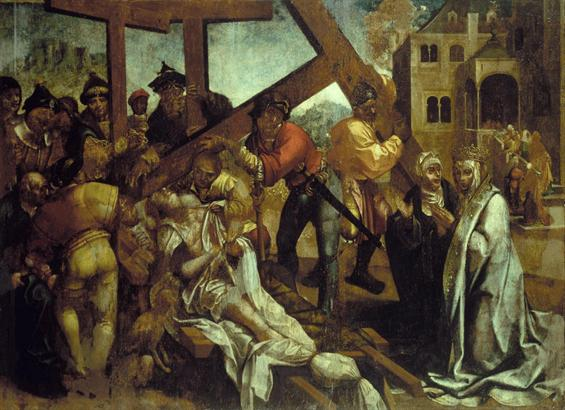
"Milagre da Ressurreição do Mancebo" - Museo Nacional de Machado de Castro
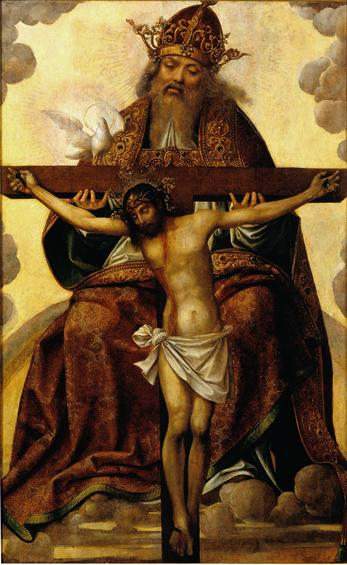
"Santíssima Trindade" - Museo Nacional Soares dos Reis